# Devario horai
Devario horai är en fiskart som först beskrevs av Barman, 1983.  Devario horai ingår i släktet Devario och familjen karpfiskar. IUCN kategoriserar arten globalt som starkt hotad. Inga underarter finns listade i Catalogue of Life.